# Haut-fer

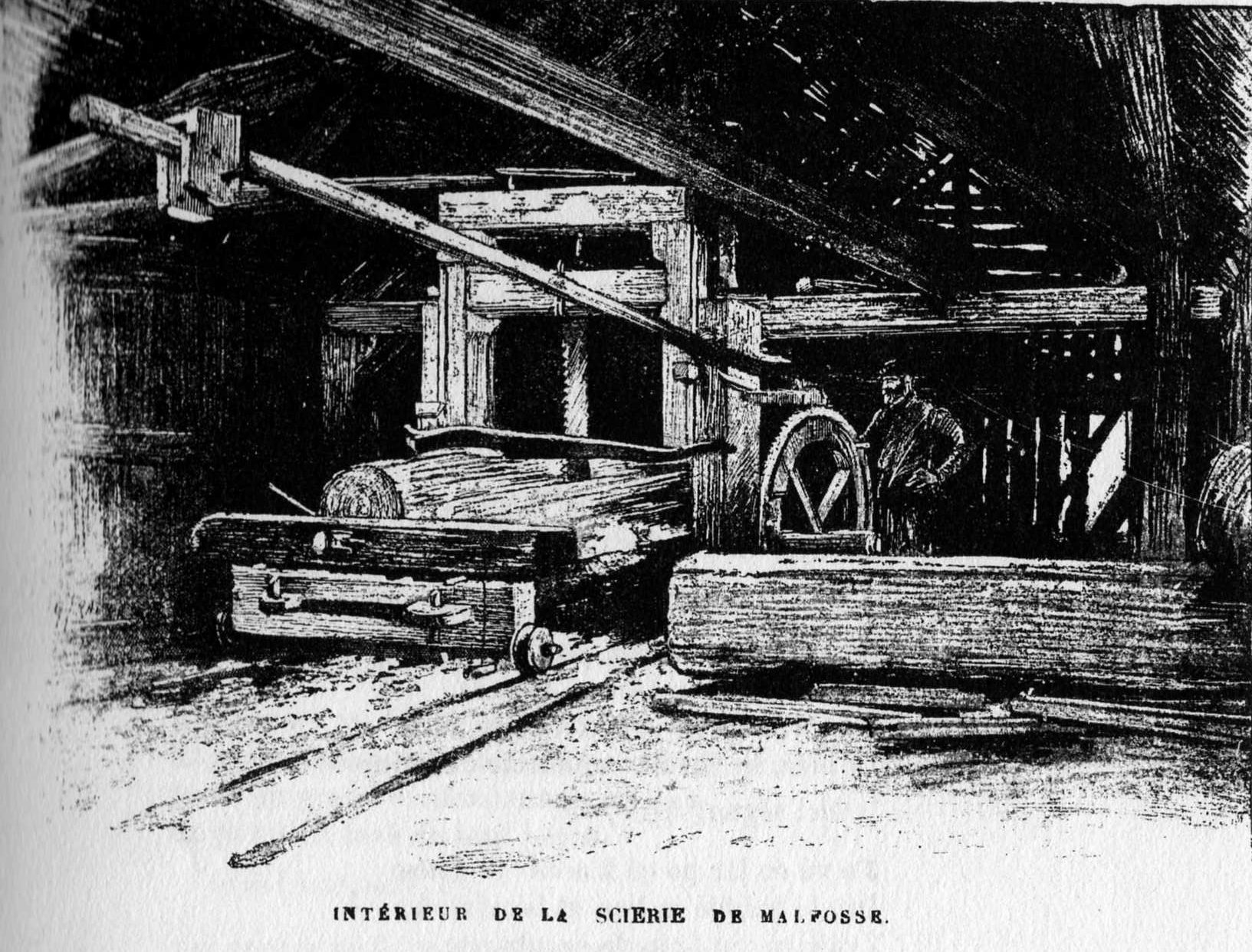
Haut-fer de la Malfosse à la fin du XIXe siècle.

Le haut-fer désigne, dans le massif des Vosges, une scierie traditionnelle dont la force motrice est hydraulique et constituée d'un banc, porteur de la grume (appelée tronce) qui avance en face d'une lame verticale à mouvement alternatif. 
Cette lame ne scie qu'à la descente, aidée par la pesanteur.

## Description et fonctionnement

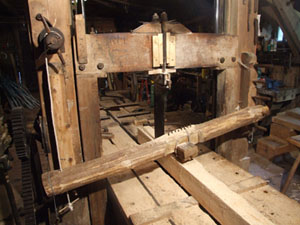
Haut fer du Lançoir.

La lame verticale alternative, fixée sur un châssis et dénommée « plumée », permet le sciage des tronces de bois ; le « plumard » (semelle de bois sur socle de ciment), amortit les secousses provoquées par la plumée lors du sciage. 
La roue à augets actionne le haut-fer par l'intermédiaire d'un jeu de poulies et courroies. La manivelle et le bois de bielle assurent le mouvement alternatif de la scie tendue dans la plumée.
Une fois la grume (tronce) mise en place et fixée, le chariot, au rythme de la scie, avance progressivement grâce à la roue des minutes.

## Tourisme

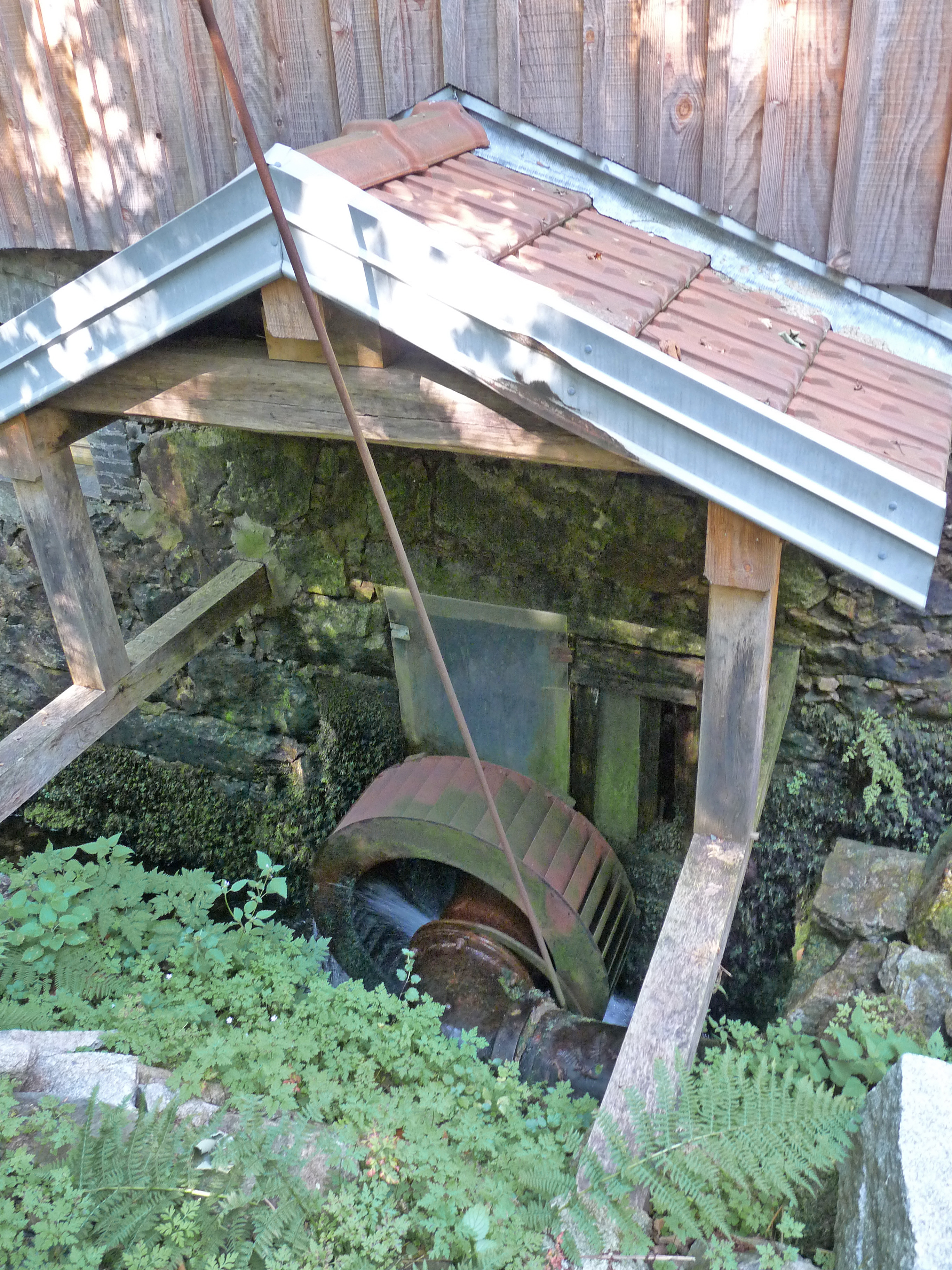
Scierie du Lançoir, turbine Canson-Montgolfier.

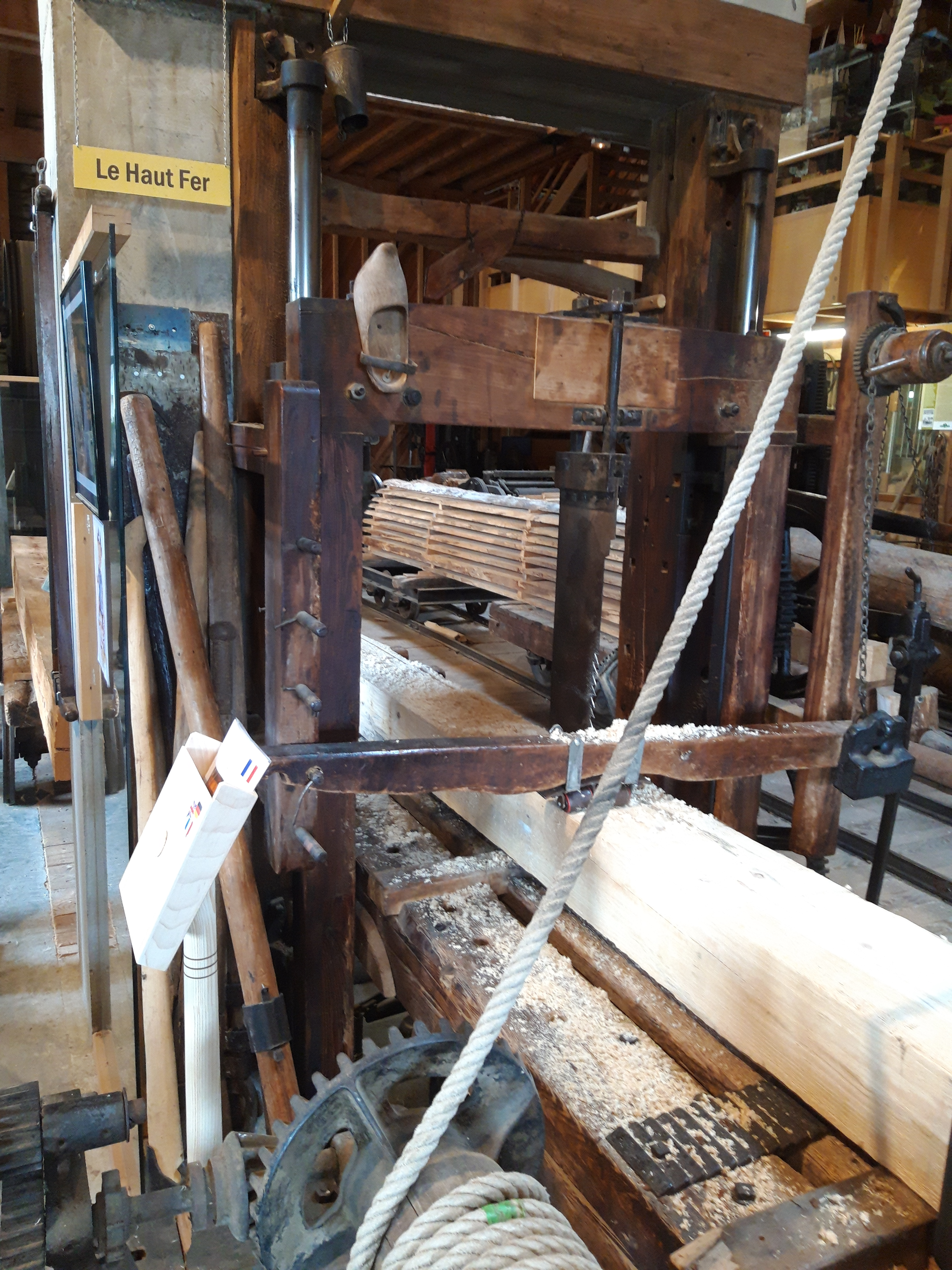
Haut-fer du musée des métiers du bois de Labaroche.

- Haut-fer du Rupt de Bâmont, attraction majeure du musée du Bois à Saulxures-sur-Moselotte.
- Scierie du Lançoir, dans le défilé de Straiture, sur la commune de Ban-sur-Meurthe-Clefcy[2],[3].
- Haut-fer de Brouaumont, à La Houssière.
- Scierie communale de Mandray[4].
- Scierie Demouge, à Lepuix-Gy.
- Scierie pédagogique à planches du moulin d'Eschviller à Volmunster (Moselle).
- Scierie Martin-Tuaillon, à Servance.
- Scierie de la Hallière, à Celles-sur-Plaine. Un écomusée existait jusqu'en décembre 2001, où un incendie a totalement dévasté le haut-fer.
- Scierie de Lubine, qui a conservé sa roue à aubes, son haut-fer et son mécanisme.
- Musée des métiers du bois de Labaroche, qui conserve un exemplaire et en propose des démonstrations de fonctionnement.

## Littérature et cinéma
- Le Haut-fer est un roman de José Giovanni, paru en 1962 et adapté au cinéma par Robert Enrico en 1965 sous le titre Les Grandes Gueules.
- Stendhal décrit, dans le chapitre IV de son roman Le Rouge et le Noir, le fonctionnement de ce type de machine :
  - Une scie à eau se compose d’un hangar au bord d’un ruisseau. Le toit est soutenu par une charpente qui porte sur quatre gros piliers en bois. À huit ou dix pieds d’élévation, au milieu du hangar, on voit une scie qui monte et descend, tandis qu’un mécanisme fort simple pousse contre cette scie une pièce de bois. C’est une roue mise en mouvement par le ruisseau qui fait aller ce double mécanisme ; celui de la scie qui monte et descend, et celui qui pousse doucement la pièce de bois vers la scie, qui la débite en planches.